# Ngụy Giáng
Ngụy Giáng (chữ Hán: 魏絳; ?-?), còn gọi là Ngụy Chiêu tử hay Ngụy Trang tử, là vị tông chủ thứ năm của họ Ngụy, thế gia của nước Tấn thời Xuân Thu trong lịch sử Trung Quốc, đồng thời ông cũng là tổ tiên của nước Ngụy sau này.
Ông là con của Ngụy Khoả, vị tông chủ thứ tư của họ Ngụy. Sau khi Ngụy Khoả chết, Ngụy Giáng nối ngôi.

## Sự nghiệp
Năm 573 TCN, Tấn Điệu công lên ngôi, phong cho ông làm Trung quân tư mã. Đến năm 570 TCN, trong lúc Điệu công hội chư hầu, em vua là công tử Dương Can làm loạn quân ngũ. Ngụy Giáng bèn giết người hầu của Dương Can. Dương Can đi tố cáo với Điệu công, Điệu công tức giận, sai giết Ngụy Giáng. Nhưng tướng Tấn là Trương Lão nói với Điệu công: Chúa công hội chư hầu, mà công tử làm loạn quân ngũ, tất là có tội. Ngụy Giáng không thể trị tội công tử, nên mới giết kẻ dong xe. Điệu công từ đó cho rằng Ngụy Giáng là tướng giỏi, bèn trọng thưởng và ngày càng tin dùng. Mùa đông năm 569 TCN, Ngụy Giáng thay mặt nước Tấn đến giảng hoà với người Nhung. Tấn Điệu công bèn phong thêm cho ông đất An Ấp (nay thuộc Sơn Tây). An Ấp trở thành kinh đô nước Ngụy sau này.
Sau khi Điệu công mất, ông tiếp tục phò tá Tấn Bình công. Năm 556 TCN, nước Tề lấn chiếm nước Lỗ, vua Tấn hội chư hầu phạt Tề, Ngụy Giáng tử trận trong lúc chiến đấu với Tề. Con ông là Ngụy Thư thế tập.